# Слободище (Гайсинський район)
Слободи́ще — село в Україні, в Дашівській селищній громаді Гайсинського району Вінницької області. Розташоване при впаданні річки Розсохувата в річку Сорока (притока Собу) за 38 кілометрів на південний схід від міста Іллінці. Населення становить 858 осіб (станом на 1 січня 2018 р.).

## Історія
Слободище виникло у XVII столітті.
7 (20) листопада 1917 року, відповідно до Третього Універсалу Української Центральної Ради, увійшло до складу Української Народної Республіки.
12 червня 2020 року, відповідно розпорядження Кабінету Міністрів України № 707-р «Про визначення адміністративних центрів та затвердження територій територіальних громад Вінницької області», село увійшло до складу Дашівської міської громади.
19 липня 2020 року, в результаті адміністративно-територіальної реформи і ліквідації Іллінецького району, село увійшло до складу Гайсинського району.

## Населення

### Мова
Розподіл населення за рідною мовою за даними перепису 2001 року:
| Мова       | Кількість | Відсоток |
| ---------- | --------- | -------- |
| українська | 978       | 98.99%   |
| російська  | 10        | 1.01%    |
| Усього     | 988       | 100%     |

## Відомі люди
- Бондаренко Олександр Іванович (1922–1997) — голова Казанського міськвиконкому.
- Кобець Василь Дмитрович (1943 р.н.) — український письменник, громадський діяч.
- Олійник Володимир Петрович (1932–2006) — професор кафедри телебачення і радіомовлення Інституту журналістики Київського університету імені Т. Шевченка.

## Галерея

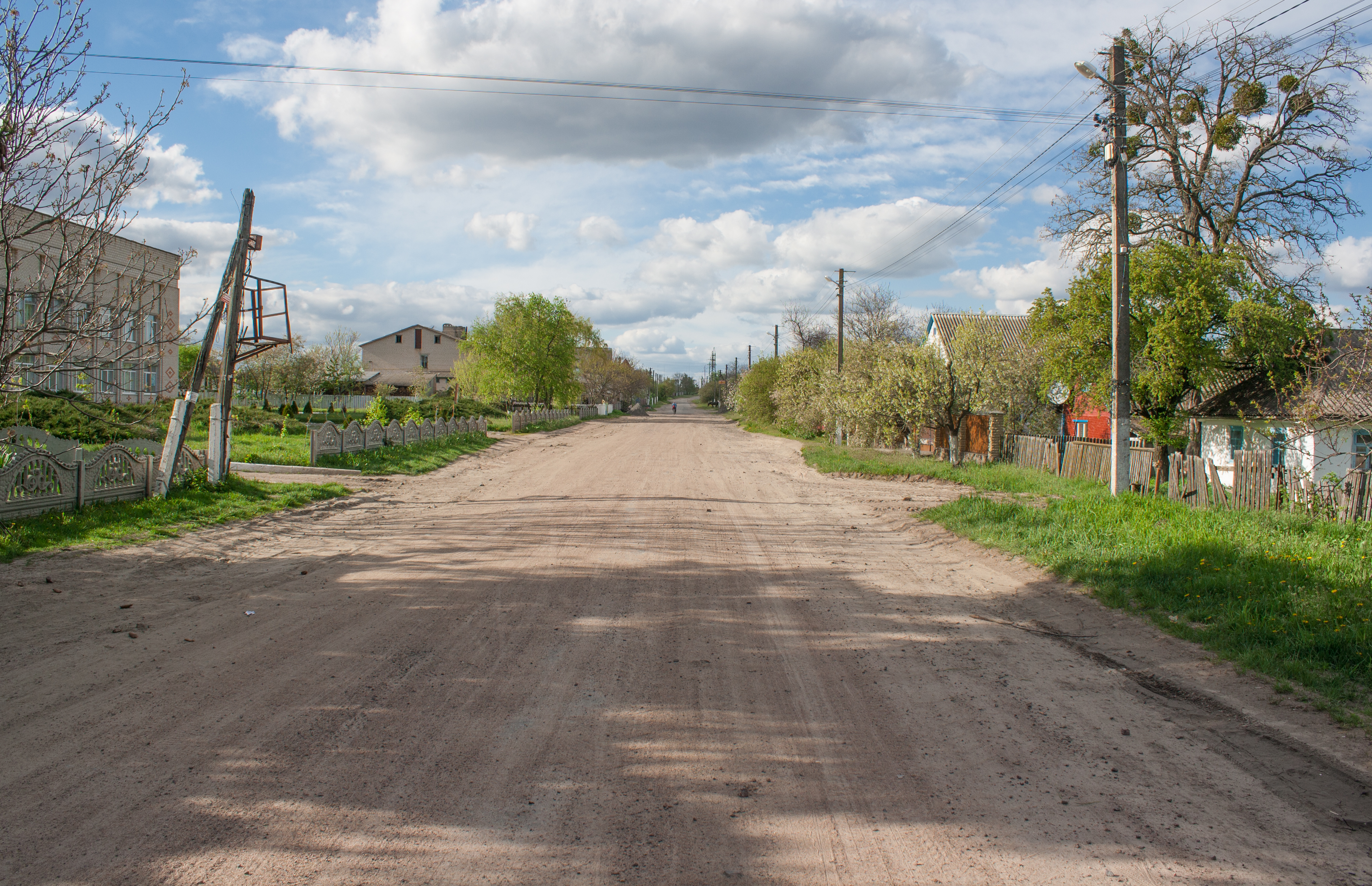
Вулиця Центральна
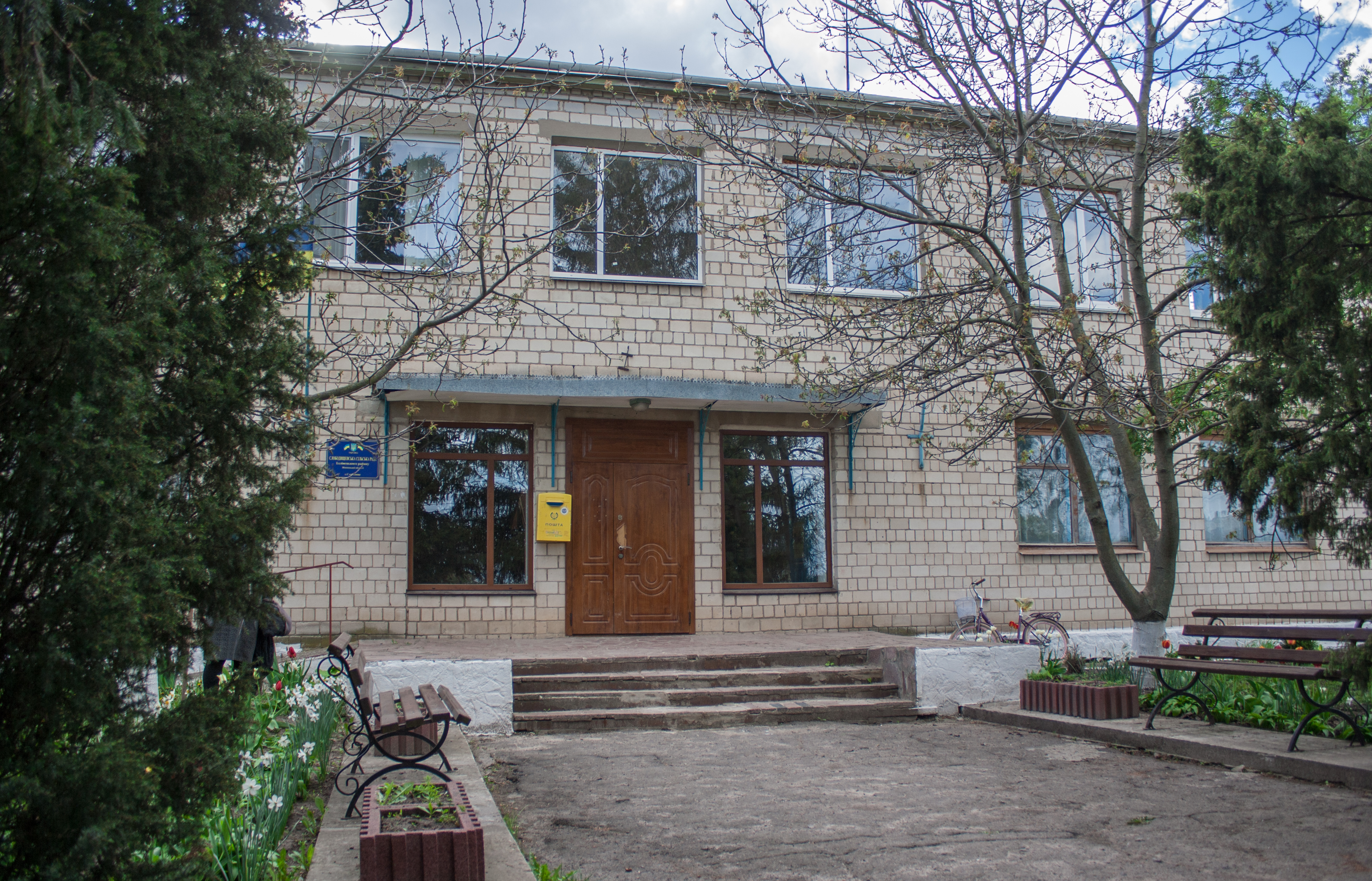
Сільська рада
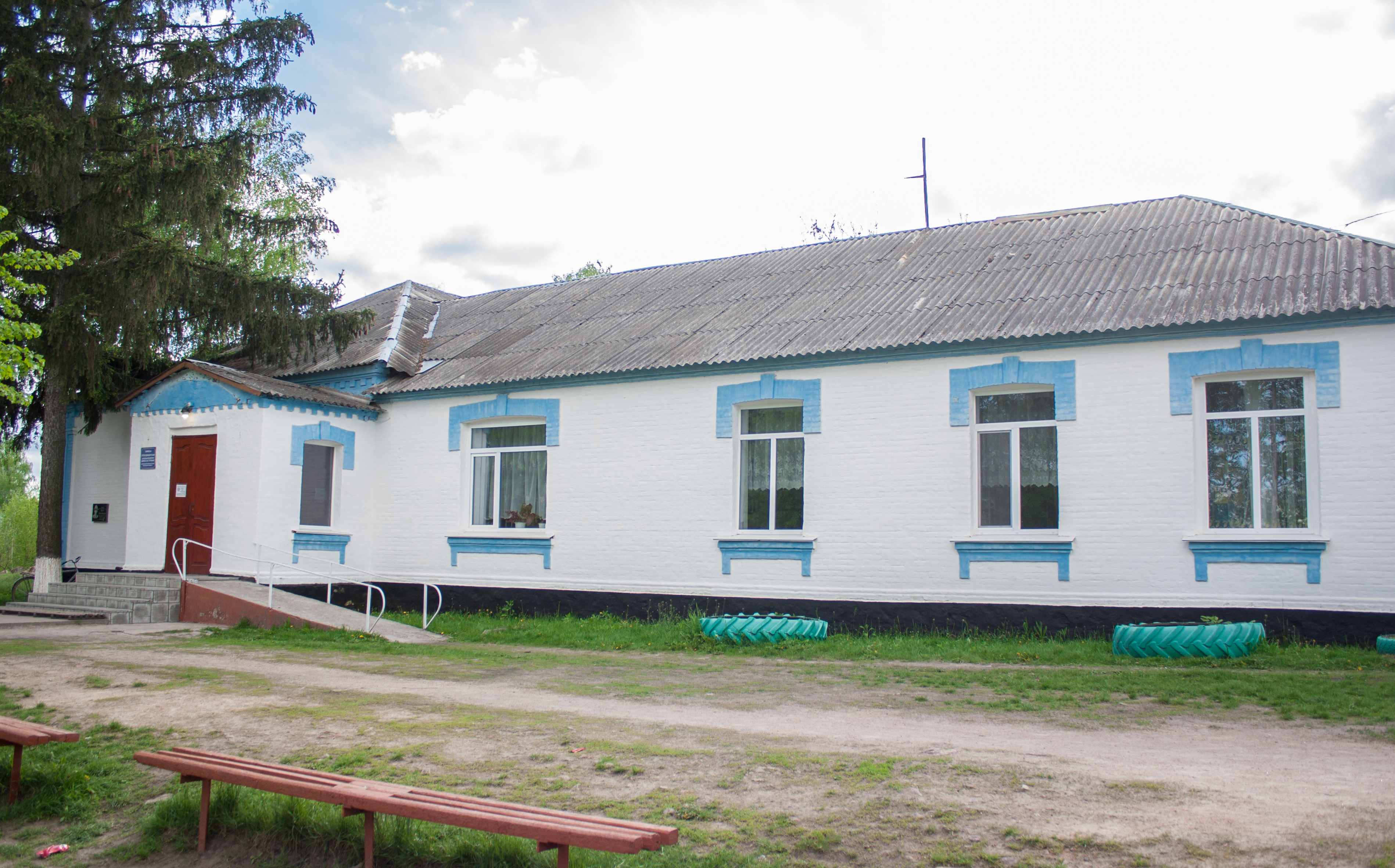
Школа
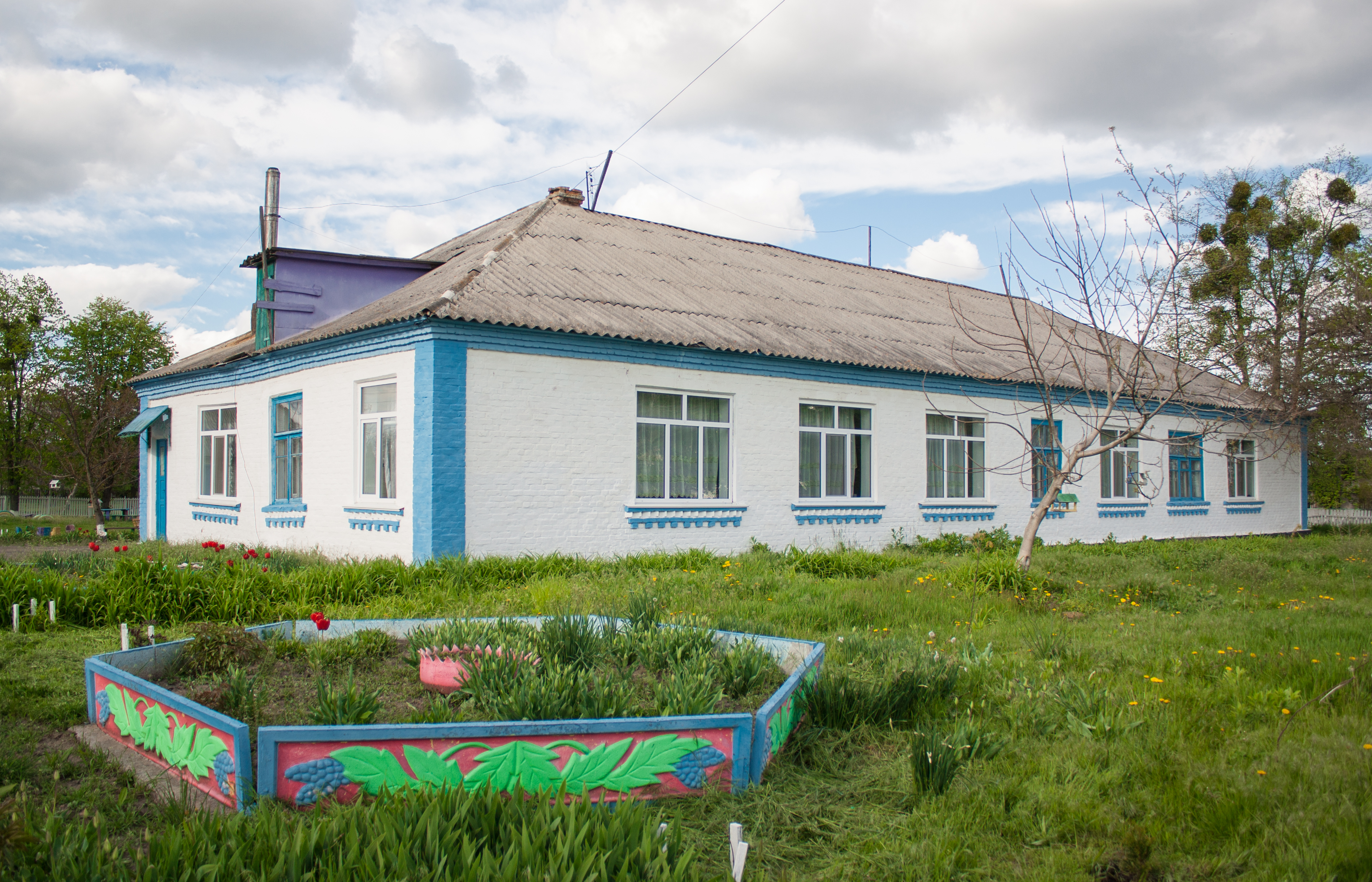
Дитсадок
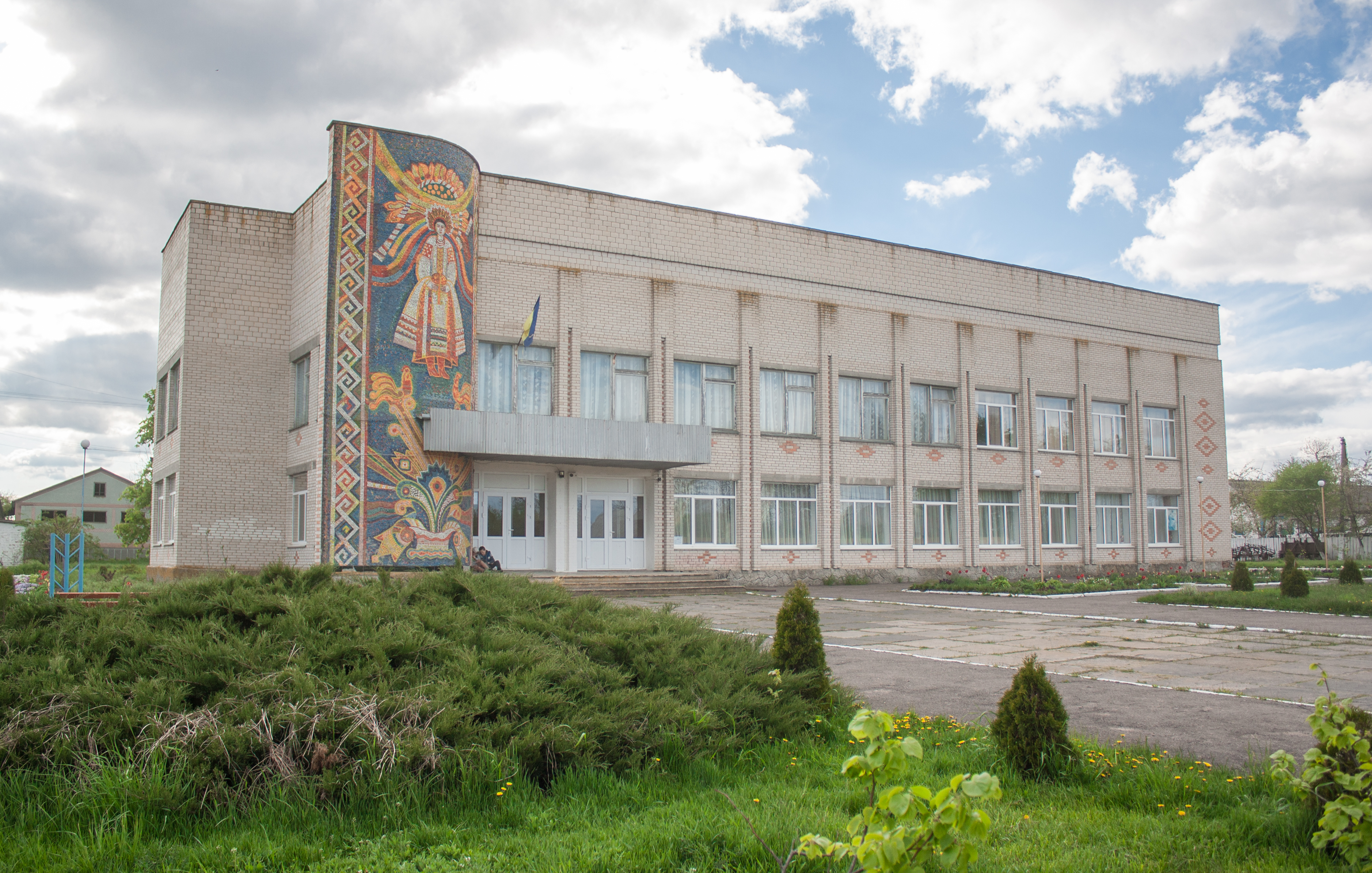
Будинок культури
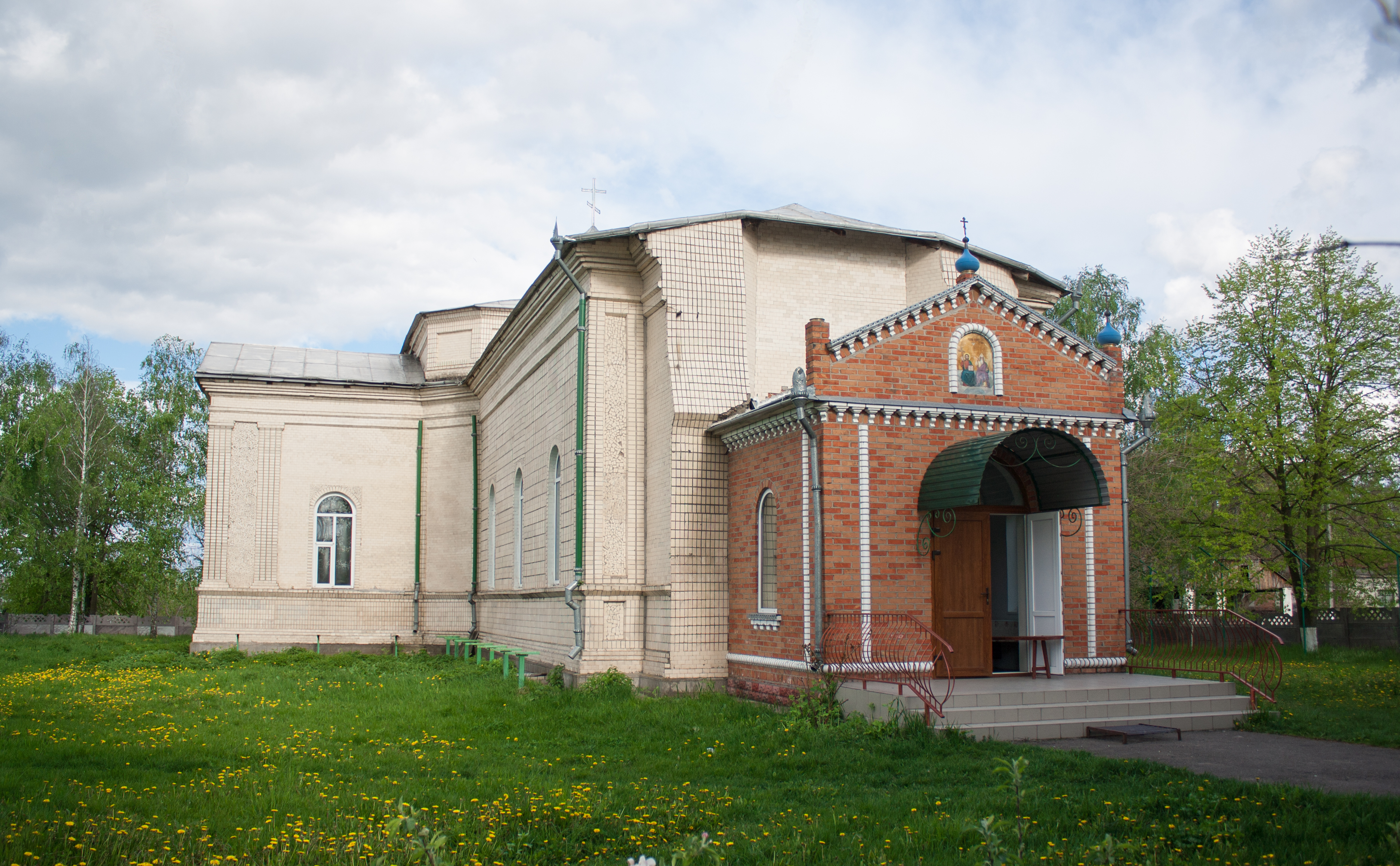
Свято-Троїцька церква (1848 р.)
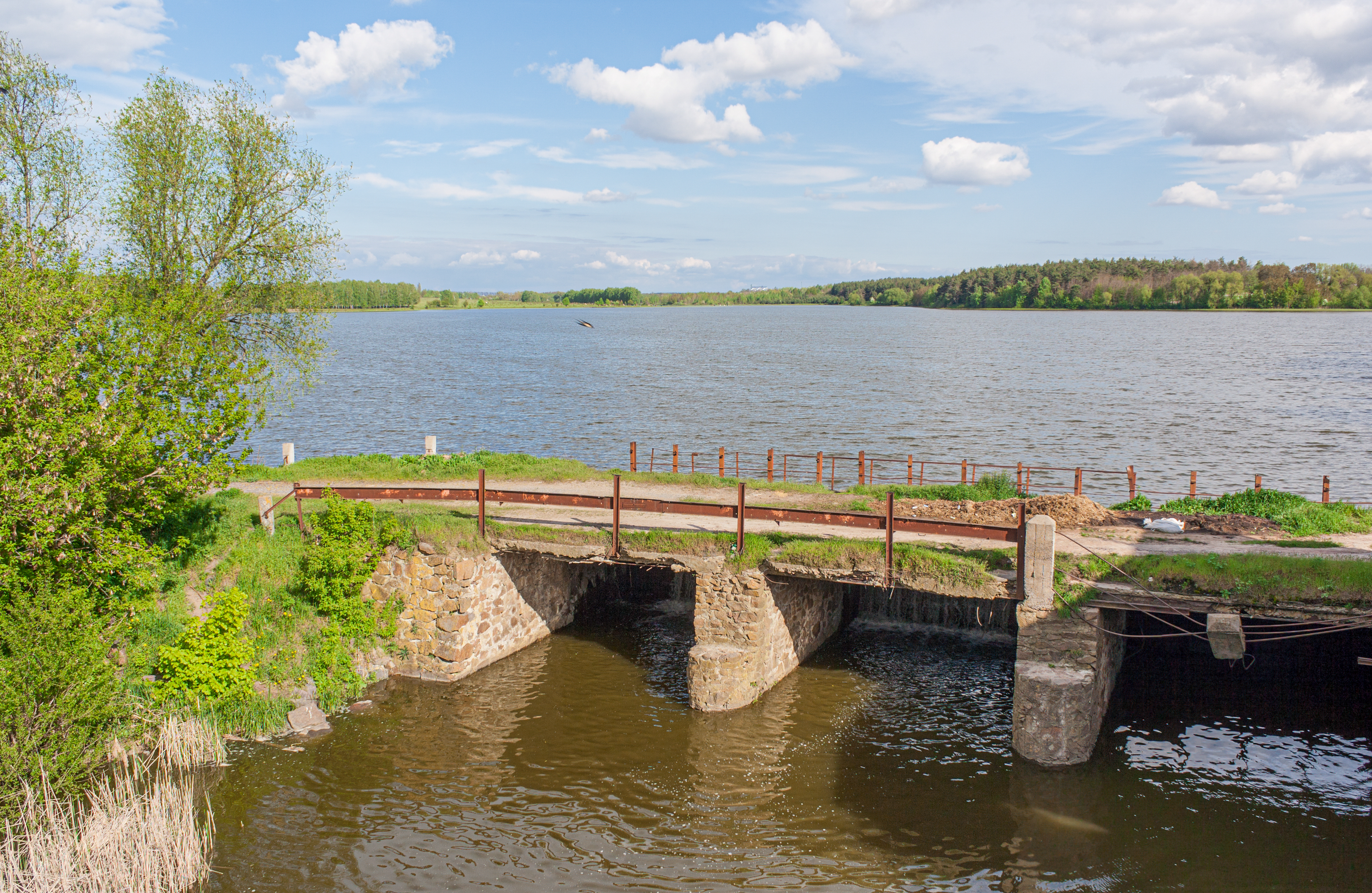
Ставок на річці Сорока
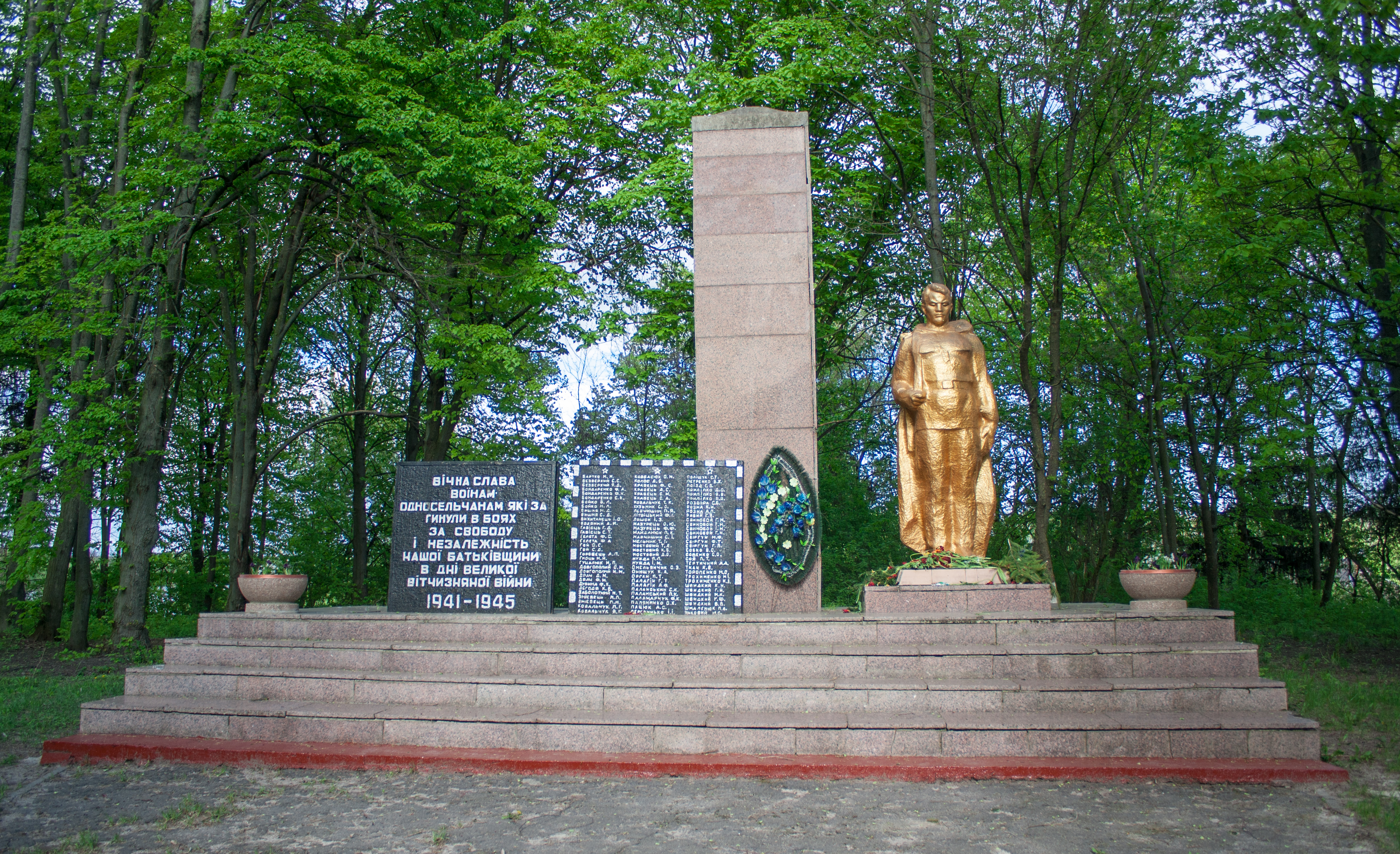
Пам'ятник воїнам-односельчанам